# Mannheimia
El género Mannheimia se corresponde con bacterias Gram negativas anaerobias de la familia Pasteurellaceae, perteneciente al phyllum Proteobacteria, más concretamente a la clase Gammaproteobacteria. Son bacterias inmóviles (carentes de apéndices mótiles) y no esporuladas o esporuladoras. Son responsables de la producción de infecciones de las tonsilas de diferentes animales.